# Malcolm Chace
Malcolm G. Chace, ameriški tenisač, * 12. marec 1875, Valley Falls, Rhode Island, ZDA, † 26. julij 1955, Massachusetts, ZDA.
Malcolm Chace se je v posamični konkurenci najdlje na Nacionalnem prvenstvu ZDA uvrstil v polfinale leta 1894, v letih 1895 in 1900 pa v četrtfinale. V konkurenci moških dvojic je turnir osvojil leta 1895, sledečega leta pa se je uvrstil v finale, obakrat je bil njegov partner Robert Wrenn. Leta 1961 je bil sprejet v Mednarodni teniški hram slavnih.

## Finali Grand Slamov

### Moške dvojice (2)

#### Zmage (1)
| Leto | Turnir                   | Partner      | Nasprotnika v finalu       | Rezultat finala |
| 1895 | Nacionalno prvenstvo ZDA | Robert Wrenn | Clarence Hobart Fred Hovey | 7–5, 6–1, 8–6   |

#### Porazi (1)
| Leto | Turnir                   | Partner      | Nasprotnika v finalu | Rezultat finala         |
| 1896 | Nacionalno prvenstvo ZDA | Robert Wrenn | Carr Neel Sam Neel   | 3–6, 6–1, 1–6, 6–3, 1–6 |